# Лупара

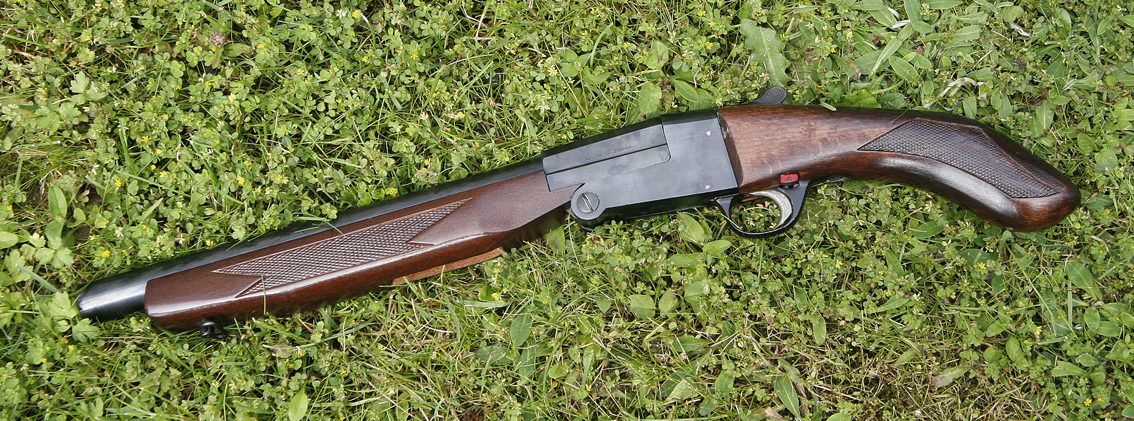
Лупара из одноствольного бескуркового ружья (нетипичный вариант)

Лупара (итальянский [luˈpaːra]) — неполный обрез охотничьего ружья, при изготовлении которого несколько укорачивается блок стволов, но иногда сохраняется приклад. Использовалась сицилийскими пастухами для защиты стада от волков, откуда и произошло название оружия (итал. lupo, по-сицилийски — lupu — «волк»). Затем стало распространенным оружием Коза Ностры.

## История лупары
Концептуально лупара является наследником кремнёвых мушкетонов или тромблонов (коротких ружей, имевших калибр 22—35 мм при длине ствола 25—40 см), которые часто использовали для стрельбы картечью.
Классической лупарой принято считать обрез гладкоствольного ружья 12 или 16 калибра, с горизонтальным расположением стволов и открытыми курками. Длина стволов обыкновенно 30-40 см.
Очень редко встречаются образцы, изготовленные из ружей 10, 8 или даже 4 калибра. Такие обрезы похожи на старинный мушкетон и имеют большую мощность и отдачу.
Для стрельбы чаще используют картечь или крупную дробь, реже применяют рубленую стальную проволоку (или гвозди) или различные пули. 

## Эффективность лупары
Как и любое гладкоствольное ружьё крупного калибра, лупара является мощным оружием, и при стрельбе картечью по поражающим способностям превосходит автоматическое оружие, например, пистолет-пулемёт. Такая эффективность достигается за счёт мгновенного поражения значительной площади снопом картечи, что позволяет не только пренебрегать точностью прицеливания, но и уничтожить несколько целей одним выстрелом. На коротких дистанциях лупара обладает весьма большой убойной силой. Даже бронежилет нельзя считать достаточно эффективным средством защиты, так как кинетическая энергия снопа картечи или пули такого калибра столь высока, что даже будучи неспособны пробить бронежилет, они наносят опасный контузящий удар.

## Технические особенности
Дальность стрельбы из лупары обычно не превышает 8-10 метров (при использовании пластиковых контейнеров для дроби или стрельбе пулей дальность значительно выше, до 20 и более метров). Для достижения лучших показателей стрельбы при снаряжении патронов лупары используют самые резкие (быстрогорящие) пороха, используемые для гладкоствольных ружей.
Своеобразие технологии снаряжения патронов для лупары объясняется очень малым (почти мортирным) соотношением калибра к длине ствола, что вызывает сложность обеспечения полного сгорания пороха до того момента, как снаряд покинет ствол.
Оптимальную навеску пороха подбирают, постепенно увеличивая заряд при неизменном весе снаряда.
Обязательно необходимо использование мощных капсюлей, типа «Жевело».
Следует понимать, что горение пороха в стволе лупары происходит в переменном (и значительном) объёме, при этом снаряд движется по гладкому стволу почти свободно (в отличие от нарезного оружия). На этом основано мнение, что стволы, имеющие чок — дульное сужение, более удобны для лупары, так как такие стволы обеспечивают большее сопротивление движению снаряда в стволе, облегчая полное сгорание пороха. Однако при этом может возникать чрезмерно высокая кучность осыпи, что не всегда полезно.
Качественное, строго индивидуальное снаряжение патронов, обеспечивающих высокое «давление форсирования», для лупары имеет большое значение. Кучность и дальность стрельбы разными патронами из одного и того же ствола может отличаться в несколько раз.
Иногда, для достижения оптимального боя, поверх капсюля насыпают немного чёрного (дымного) пороха. Это приводит к резкому увеличению «давления форсирования» и поэтому дозировка требует максимальной осторожности.
Существует классическая старинная практика снаряжения лупары одним лишь чёрным (дымным) порохом. Такие патроны дают стабильный, надёжный бой, но их использованию присущи все недостатки чёрного пороха, и едва ли их использование можно рекомендовать.

## Недостатки лупары
Классическая лупара не является автоматическим оружием и требует ручной перезарядки. Это существенно снижает его эффективность. Однако появление автоматического устройства, облегчающего экстракцию гильз (эжектора) в современных ружьях отчасти решает эту проблему.
Короткие самозарядные и автоматические дробовики совсем лишены этого недостатка.
Лупара имеет невысокую дальность стрельбы, особенно при использовании дроби. Лупара (особенно больших калибров) безусловно может иметь очень значительную отдачу, что объясняется высокой массой снаряда.

## Современные перспективы
Встречаются опытные охотники, использующие короткий дробовик 12 калибра (аналогичный лупаре с прикладом), имеющий нарезную вставку в одном из стволов и оптический прицел. Замечено, что такая схема является весьма практичной.
Описанная схема очень похожа на разработку «оружия выживания» ТП-82, которым снабжались советские космонавты на случай нештатной посадки в отдаленной местности. Такой авторитетный выбор ещё раз подтверждает верность описываемой схемы как оружия выживания.
Более современным вариантом лупары можно считать укороченные самозарядные или помповые ружья (англ. sawed-off shotgun), которые позволяют достигнуть значительной скорострельности, однако такие устройства дороже и менее надёжны, кроме того, они имеют больший вес. Несмотря на это, ведущие мировые производители оружия ведут интенсивные разработки в направлении развития такого оружия.
Несмотря на консерватизм и архаичность, классическая лупара всё же пока остаётся популярным оружием самообороны. Сочетание эффективности, надежности и простоты делают это оружие нестареющим.